# León Dormido
La laguna el León Dormido es un cuerpo de agua natural situado en el departamento de Santander, Colombia; ubicado en la Cordillera Oriental de los Andes en jurisdicción del municipio de Rionegro. Se encuentra ubicada a 19 km de vía central por la entrada de la Suiza y 32 km la cabecera municipal de Rionegro y a aproximadamente 52 km al noroeste de la ciudad de Bucaramanga, Santander.